# 黒井嵐輔
黒井 嵐輔（くろい らんすけ、1987年2月3日 - ）は、日本の小説家、漫画原作者。東京都出身。

## 経歴
大学在学中にモバゲータウンにて処女作である「サバンナゲーム」を執筆開始。その後、E★エブリスタに活動拠点を移し、広告代理店勤務の傍ら執筆を続ける。「サバンナゲーム」は2011年に書籍版が、2012年にコミック版が共に小学館より発売開始されている。
次作である「ブラックアウト」はモバゲータウンにて小説総合ランキング1位を獲得。2014年にマンガボックスにて前川かずおが作画を務めた同作品のマンガが連載開始。同作品は2013年に書籍版が双葉社より発売。2015年に小学館クリエイティブよりコミック版が発売開始されている。

## 作品

### 小説作品
- サバンナゲーム
  - サバンナゲーム〜始動〜
  - サバンナゲーム〜激動〜
  - サバンナゲーム〜動乱〜
  - サバンナゲーム〜驚天動地〜
  - サバンナゲーム The Dead Future
- ブラックアウト
  - ブラックアウト
  - ブラックアウト 希望

### コミック作品
- サバンナゲーム The Comic（作画：春野えり）
- 絶望のイヴ（作画：海童博行）
- ブラックアウト（作画：前川かずお）
- 人間カード （作画：塩塚誠）全7巻
- 地上100階　～脱出確率0.0001％～ （作画：桃田テツ）